# Sedlec (Křešice)
Sedlec je malá vesnice, část obce Křešice v okrese Litoměřice. Nachází se asi 2,5 km na sever od Křešic. V roce 2009 zde bylo evidováno 31 adres. V roce 2011 zde trvale žilo 28 obyvatel.
Sedlec leží v katastrálním území Sedlec u Litoměřic o rozloze 1,57 km².

## Historie
Nejstarší písemná zmínka pochází z roku 1367.

## Obyvatelstvo
|                                                                   | 1869 | 1880 | 1890 | 1900 | 1910 | 1921 | 1930 | 1950 | 1961 | 1970 | 1980 | 1991 | 2001 | 2011 |
| ----------------------------------------------------------------- | ---- | ---- | ---- | ---- | ---- | ---- | ---- | ---- | ---- | ---- | ---- | ---- | ---- | ---- |
| Obyvatelé                                                         | 180  | 184  | 183  | 177  | 184  | 177  | 166  | 106  | 88   | 55   | 36   | 21   | 25   | 28   |
| Domy                                                              | 37   | 38   | 38   | 39   | 41   | 40   | 40   | 37   | .    | 15   | 11   | 20   | 25   | 26   |
| Počet domů z roku 1961 je zahrnut v domech místní části Zahořany. |      |      |      |      |      |      |      |      |      |      |      |      |      |      |

## Pamětihodnosti
- Venkovský dům čp. 16
- Venkovský dům čp. 17
- Venkovský dům čp. 19